# Maciejowiec
Maciejowiec,  (Duits: Nieder & Ober- Matzdorf) is een plaats in het Poolse woiwodschap Neder-Silezië. 

## Bestuurlijke indeling
Vanaf 1975 tot aan de grote bestuurlijke herindeling  van Polen in 1998 viel het dorp bestuurlijk onder woiwodschap Jelenia Góra, vanaf 1998 valt het onder woiwodschap Neder-Silezië, in het district Lwówecki. Het maakt deel uit van de gemeente Lubomierz en ligt op 17 km ten zuiden van Lwówek Śląski, en 102 km ten westen van de provinciehoofdstad (woiwodschap) Wrocław.

## Geschiedenis
Na de Tweede Wereldoorlog werd het gebied onder Pools bestuur geplaatst en beide dorpen (Nieder & Ober- Matzdorf) samengevoegd en omgedoopt tot Maciejowiec, vervolgens etnisch gezuiverd volgens de naoorlogse Conferentie van Potsdam. De Duitse bevolking werd verdreven en vervangen door Polen.

## Monumenten
Opgenomen in het register van Narodowy Instytut Dziedzictwa:
- Paleis en park uit 1834-1838
- Herenhuis uit 1627-1632 herbouwd in 1834.
- Kapel uit 1692